# Noticastrum acuminatum
Noticastrum acuminatum là một loài thực vật có hoa trong họ Cúc. Loài này được (DC.) Cuatrec. mô tả khoa học đầu tiên năm 1973.